# Pyrenaria villosula
Pyrenaria villosula är en tvåhjärtbladig växtart som beskrevs av Friedrich Anton Wilhelm Miquel. Pyrenaria villosula ingår i släktet Pyrenaria och familjen Theaceae. Inga underarter finns listade i Catalogue of Life.